# Hechthausen
Hechthausen est une commune allemande de l'arrondissement de Cuxhaven, dans le land de Basse-Saxe.
En 2013, sa population était de 3 445 habitants.

## Quartiers
Le 1er juillet 1972, les communes de Bornberg (de), Hechthausen  centre, Kleinwörden, Klint, Laumühlen et Wisch fusionnent et deviennent des quartiers de Hechthausen.

### Laumühlen

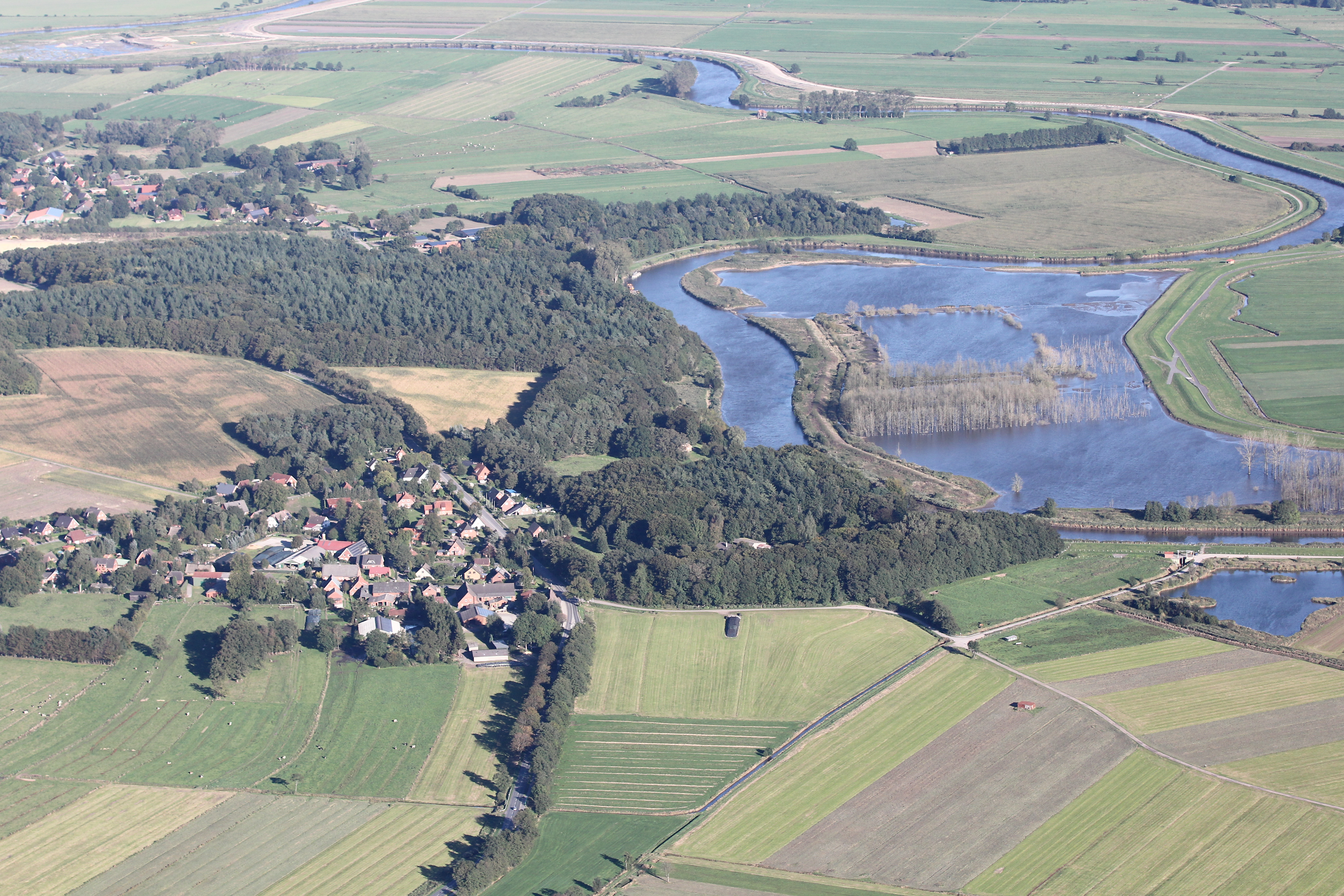
Vue aérienne de Laumühlen et des tourbières de l'Oste.

Le nom Laumühlen fait référence à un moulin dans une plaine fluviale (moyen bas allemand : Lewe). Dans les écrits anciens, le village est aussi appelé Lewenmühlen. Le moulin était à côté du domaine de Laumühlen sur le ruisseau qui vient de la vallée entre Lamstedt et Laumühlen et conduit après être passé dans le moulin vers l'Oste. Afin de disposer de suffisamment d'eau pour le fonctionnement du moulin, le ruisseau fut régulièrement retenu, ce qui provoqua des inondations généralisées en amont.
Sa population est de 200 habitants.